# Caspar Enderlein

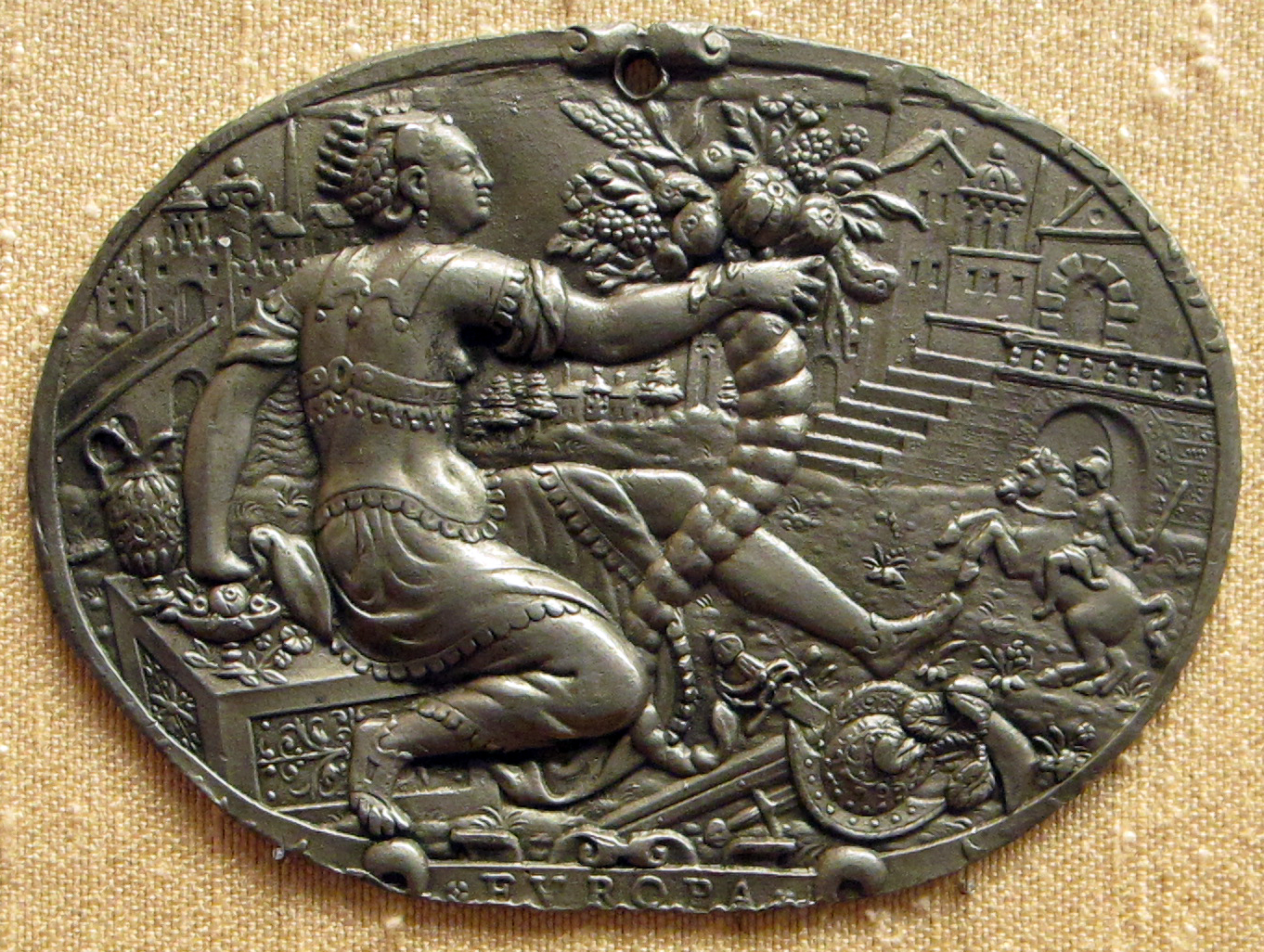
Plakette mit Darstellung der Europa, um 1610

Caspar Enderlein, auch Kaspar Enderlein, (* Juni 1560 (getauft am 24. Juni 1560) in Basel; † 19. April 1633 in Nürnberg) war ein schweizerisch-deutscher Zinngießer und Formschneider.
Er trat im Februar 1574 bei dem Baseler Zinnkannengießer Hans Friderich in die Lehre. 1583 kam er als Geselle nach Nürnberg. 1586 wurde er Meister und erwarb das Bürgerrecht. 
Caspar Enderlein schuf vor allem Formen für Gefäße mit Reliefverzierungen, die dann in den Werkstätten anderer Zinngießer ausgeführt wurden. Dazu gehören Nachbildungen der sogenannten Temperantiaschale von François Briot und der zugehörigen Kanne in mehreren Varianten (wohl 1609/10-11). Die Schalen tragen auf der Rückseite das Porträtmedaillon Enderleins und seine Signatur.